# ИФК Эскильстуна
«ИФК Эскильстуна» — шведский футбольный клуб из Эскильстуна, в настоящий момент выступает в «Первой лиге», втором по силе дивизионе Швеции. Домашние матчи клуб проводит на стадионе «Тунаваллен» вмещающем 7 800 зрителей. Клуб был основан 9 сентября 1897 года. Принципиальным соперником клуба является клуб «Эскильстуна Сити» и если первоначально главным клубом города был «ИФК Эскильстуна» то последние годы безусловно более сильным является «Эскильстуна Сити», так же в городе существует и третий клуб примерного равного класса «ИФК» и «Сити», это «Эскильстуна Сёдра». В 1921 году «ИФК Эскильстуна» завоевала звание чемпиона Швеции, чемпионата Швеции тогда ещё не существовала и звание чемпиона разыгрывалось в кубковом турнире, в финальном матче «ИФК Эскильстуна» победил клуб «Слейпнер» со счётом 2:1. Через два года «ИФК Эскильстуна» вновь вышла в финал турнира за звание чемпиона, но была в нём разгромлена клубом «АИК» со счётом 1:5. С образованием главной шведской лиги «Алсвенскан» в 1924 году, «ИФК Эскильстуна» стала выступать в ней, и выступала до середины 30-х годов, когда вылетела во второй по силе дивизион, с того времени клубу ещё трижды удавалось возвращаться в «Алсвенскан», но каждый раз он вылетал после первого же сезона. Вплоть до начала 90-х годов команда преимущественно выступала во втором по силе дивизионе, но с того времени началось неуклонное падение клуба, 90-е годы клуб провёл в третьем по силе дивизионе, начало 21-го века в 4-м, а в 2009 году клуб играл в пятом по силе дивизионе Швеции.

## Достижения
- Чемпионат Швеции по футболу:
  - Чемпион (1): 1921.
  - Вице-чемпион (1): 1923.